# 紋舞らん
紋舞 らん（もんぶ らん、1983年3月4日 - ）は、日本の元AV女優、元タレント。宮城県出身。

## 略歴
ケーキ屋でアルバイトをしているところをスカウトされ（名前の由来もケーキのモンブランから）、2002年3月15日に発売された『知らぬがホットケーキ』（MOODYZ）でAVデビュー。
力武靖作品『雨音に誘われて』には「栗原みく」の名で出演した（栗はモンブランの材料である）。
顔立ちが松浦亜弥に似ている事から（本人は、雑誌のインタビューで松浦に似ていることを申し訳なさそうに語っていた）、「AV界のあやや」と呼ばれている。出演するAVも本人を意識し、彼女の公式サイトのギャラリーにまで松浦を明らかに意識した衣装や表情などで写っている画像が多数あった。
2003年、無名でありながらミリオン（ケイ・エム・プロデュース）の専属女優ユニット『ミリオンガールズ』メンバーに選ばれる。早坂ひとみ、及川奈央、神谷沙織、長谷川瞳との写真集『MILLION GIRLS』(東京三世社）が出ている。同年3月28日松浦をモチーフとしたパロディAV作品『あやや・コス 紋舞らん』が発売、一部で大きく話題となりミリオンでも歴代有数のヒットシリーズとなった。同年夏の27時間テレビにおいて明石家さんまが一押しの女の一人として一般の芸能人やスポーツ選手に混じって彼女を取り上げた事がきっかけで大ブレイクした。
2004年春には、加山由衣・春菜まいの3人でNeo minxを結成するが、同年8月に加山由衣の引退に伴い、解散した。2005年には目立ったタレント活動も行い、いくつかの番組にセクシーアイドル的存在として出演していた。また、2005年に出演したバラエティ番組の中で、世田谷区の成城に家を購入した、と本人により発言があった。
2006年1月いっぱいをもって突然引退した。ただ、これは事務所等の公式発表ではなく、本人の友人でもあるAV女優森下くるみの公式ブログに書き込まれた情報が、公式サイトの掲示板に書かれて判明したものである。公式サイトにて本人更新の「Message」最終日（同年1月31日）では引退を匂わせるような内容となっていた。原因は執拗なストーカーに遭いパニック障害を発症したという説や、マネージャーと駆け落ちした等正確な事は未だに不明。また突然一切連絡不能になったため失踪騒ぎになった。同年7月15日引退作（DVD作品）『紋舞らん 最終回。』を発売。同年7月末をもって公式サイトを休止（閉鎖）した。公式サイト休止（閉鎖）後の撮りおろし新作AVは主に動画配信にて発表され、引退後に公開された松浦の主演映画『スケバン刑事 コードネーム=麻宮サキ』をネタにしたAV、『スケパン刑事 前編(同年9月28日）・後編（同年10月5日）』も登場した。その後もコンスタントに作品を発表していたが、2007年春、内容説明にて「本当の最後の最後の引退作品」と謳った『ラストもんち』を同年5月15日に発表し、完全に引退。2014年にaRmaの不明権利者一覧に掲載されている。

## 人物
趣味:カラオケ、ショッピング、釣り、ピアノ、歯磨き。
特技:ピアノ、お菓子作り、水泳。そろばん。

## 出演作品

### アダルトビデオ（レンタル・セルDVD）
2002年
- 知らぬがホットケーキ（3月1日、MOODYZ）※デビュー作
- コススペちゃんねる（4月1日、MOODYZ）
- ムーディーズ娘。1（4月1日、MOODYZ）
- 涙目美少女くらぶ（5月1日、MOODYZ）
- 紋舞らんがニコニコスマイルでブルーなアナタを癒したげるよ。（6月15日、MOODYZ）
- ムーディーズ娘。2（7月1日、MOODYZ）
- ザーメン狂の詩（8月15日、MOODYZ）
- ザーメンバンク（9月1日、MOODYZ）
- ムーディーズ娘。3 連続全裸レイプ殺人事件（10月1日、MOODYZ）
- ザーメンヴァリートゥード 全日本ザーメン女優選手権大会（11月1日、MOODYZ）共
- ザーメンヴァーリトゥード〜場外スペレズ乱交編〜 （11月1日、MOODYZ）
- いじめっ娘。二刀流（11月15日、MOODYZ）
- SEMEN ON THE BEACH2（12月15日、MOODYZ）

2003年
- 癒しの天使紋舞らんがミリオンに舞い降りた（1月17日、ケイ・エム・プロデュース）
- 不思議の国の紋舞らん姫（1月22日、MOODYZ）
- ムーディーズ娘。4解散（2月15日、MOODYZ）
- AVおじゃマンボウ（2月15日、MOODYZ）※友情出演
- 牛も魅かれて紋舞らん（2月21日、V&Rプランニング）
- 紋舞らん4時間（2月28日、ケイ・エム・プロデュース）
- Angel 紋舞らん（3月8日、アイデアポケット）
- あやや・コス 紋舞らん（3月28日、ケイ・エム・プロデュース）
- 戦隊ピンクが捕まってあんなことも! こんなことも! そんなことまで!! 完全版（5月30日、ケイ・エム・プロデュース）
- 完全なるイカセ4時間（6月20日、ケイ・エム・プロデュース）
- ミリオンガールズのマジカルミステリーツアー完全版（7月25日、ケイ・エム・プロデュース）
- 24人のカリスマアイドル3（7月25日、ケイ・エム・プロデュース）
- 大人は判ってくれない2003完全版（8月29日、ケイ・エム・プロデュース）
- あやや・コス 2 完全版（11月28日、ケイ・エム・プロデュース）
- あやや・コス 2 プレミアムエディション（11月28日、ケイ・エム・プロデュース）
- 裏・紋舞らん 完全版（12月19日、ケイ・エム・プロデュース）

2004年
- AVW FUCK DOWN!最後の性戦（3月5日、オブテイン・フューチャー）
- もんち×3（3月19日、プレステージ）
- もしも紋舞らんが超高級ソープ嬢だったら… 完全版（3月26日、ケイ・エム・プロデュース）
- 完全撮りおろしスーパースター4時間SPECIAL（4月23日、ケイ・エム・プロデュース）オムニバス作品
- あやや？悪女宣言（5月1日、ワンズファクトリー）
- Neo minx シリーズ（5月7日、7月9日、8月6日、オブテイン・フューチャー）
- eRAW（6月4日、オブテインフューチャー）
- eRAW スペシャルDVD-BOX（6月4日、オブテイン・フューチャー）
- ぶっとびシンデレラ（6月25日、ケイ・エム・プロデュース）
- ミリプロかくし芸大会（6月25日、ケイ・エム・プロデュース）オムニバス作品
- 紋舞らん4時間 2（7月23日、ケイ・エム・プロデュース）
- あやや・コス・3 赤（8月20日、ケイ・エム・プロデュース）
- あやや・コス・3 黄（8月20日、ケイ・エム・プロデュース）
- あやや・コス・3 紋舞らん プレミアム・エディション （8月20日、ケイ・エム・プロデュース）
- 裏・紋舞らん・2 完全版（9月24日、ケイ・エム・プロデュース）
- ケイエムプロデュース 義理の妹 紋舞らん 完全版 （10月29日、ケイ・エム・プロデュース）
- あやや・コス・4（12月17日、ケイ・エム・プロデュース）
- あやや・コス・4 プレミアムエディション （12月17日、ケイ・エム・プロデュース）

2005年
- 杉浦美由と紋舞らんのダブルドリーム（3月18日、レアル・ワークス）
- 完全撮りおろしスーパースター 4時間SPECIAL 2（4月22日、ケイ・エム・プロデュース）オムニバス作品
- アキバ系アニメコス美少女萌え! 紋舞らん（6月5日、レアル・ワークス）
- あやや・コス・5（6月26日、ケイ・エム・プロデュース）
- あやや・コス 5 プレミアムエディション（6月26日、ケイ・エム・プロデュース）
- 拘束椅子トランス（7月15日、ドグマ）
- モンブルローズ 紋舞らん（9月22日、ナチュラルハイ）
- 極・本番 紋舞らん（10月7日、GLAY'z）
- 紋舞らんinワンダーランド 不思議な仲間のリクエストに全て応えます。（10月20日、ナチュラルハイ）
- 巨乳ナース 紋舞らん（11月4日、GLAY'z）
- 痴女紋舞らん 逆痴漢（12月9日、GLAY'z）
- 拘束椅子レズビアン 紋舞らん・西村あみ （12月15日、ドグマ）

2006年
- 美しい痴女の接吻とセックス 15（1月15日、ドグマ）
- 雌女anthology #027 「女の口は嘘をつく。」（2月3日、アウダースジャパン）
- 紋舞らんの初めての真正中出し（2月26日、モブスターズ）
- 新・童貞狩り【第8章】（3月8日、SODクリエイト）
- 癒らし。VOL.15（3月10日、アウダーズジャパン）
- ふたなりズム2（3月19日、ドグマ）
- FACE 93（4月7日、アウダーズジャパン）
- 催眠 赤 #21 〜超人格変化SP〜（4月7日、アウダーズジャパン）
- 紋舞らんのコスプレズMAX （5月15日、ジェイモデル）
- なっちコス×あややコス 安部ちなつ×紋舞らん（7月13日、MOODYZ）
- 紋舞らん 最終回。（7月15日、ジェイモデル）※引退作

2007年
- 初公開映像。（1月19日、ドグマ）
- 菅沼靖寿との28時間SEX（4月1日、ケイ・エム・プロデュース）
- COSMANIA #1 （3月8日、SODクリエイト）※総集編
- 夢の超高級ハーレムソープ4時間DX 〜SOD PREMIUM COLLECTION〜（5月17日、SODクリエイト）
- 紋舞らん 総集編 （2007年5月17日、ナチュラルハイ）

2021年
- 白衣の診察+α SEX治療淫（10月1日、デジスター）※オリジナルビデオ「新人ナースの発情日記」「新人ナースの発情日記 2」他を収録

### アダルトビデオ（無修正）
- YORUYAN・前編（2006年8月11日、カリビアンコム）
- YORUYAN・後編（2006年8月18日、カリビアンコム）
- 皆でカラもう 紋舞らん 春菜まい 加山由衣（2006年8月15日、2candys）
- Sky Angel Vol.036 紋舞らん（2006年10月16日、スカイハイエンターテインメント）
- ダイナマイト 紋舞らん（2006年12月28日、カリビアンコム）
- スケパン刑事 紋舞らん（2007年1月5日、レッドホットコレクション）
- ゴールドエンジェル Vol.7 紋舞らん（2007年3月8日、スカイハイエンターテインメント）
- 紋舞らん　デラックスvol.1（2007年6月22日、カリビアンコム）
- 紋舞らん　デラックスvol.2（2007年6月29日、カリビアンコム）
- 早抜きユーザーズチョイス BEST 葉山瑠菜 紋舞らん さくらの 麻川麗 他（2007年10月23日、カリビアンコム）
- ラストもんち 紋舞らん（2008年10月24日、カリビアンコム）
- もしも紋舞らんが超高級ソープ嬢だったら 紋舞らん（2009年1月22日、一本道）
- 迎春初生本番 紋舞らん（2009年1月22日、一本道）
- 午後のビキニローション 紋舞らん（2009年1月22日、一本道）
- 紋舞らんのオールナイトイッポン！（2009年1月22日、一本道）
- あややややっ!?めっちゃ生姦めっちゃ中出し!!! 紋舞らん（2009年1月22日、一本道）
- Catwalk Perfume Vol.01 紋舞らん（2009年12月4日、Catwalk Entertainment）
- 紋舞らん コレクターズセット 1（2011年9月14日、一本道）
- 紋舞らん コレクターズセット 2（2011年10月28日、一本道）

### ゲーム
- アイドルと野球拳 蒼井そら あいだゆあ 紋舞らん（PSP）（2005年9月16日、ゲベット）全3名

## 出演

### オリジナルビデオ
- 純情痴漢日記（2004年2月25日、コム・アライアンス）監督:溜池ゴロー 主演:及川奈央 [7]
- ザ・痴漢ネット 7（2004年4月25日、GPミュージアム）監督:川野浩司 - 主演 [8]
- エロエロシンデレラ物語 ～玉の輿大作戦～（2004年11月25日、コム・アライアンス）監督:溜池ゴロー 出演:長谷川瞳 紋舞らん 美里かすみ 三上翔子 [9]
- 義妹の秘密 私、お義兄ちゃんが好き（2005年3月25日、コム・アライアンス）監督:溜池ゴロー - 主演 [10]
- シベリア超特急・番外編 欲望列車（2005年10月21日、イーネットフロンティア）監督:ぼん西田 中田圭 主演:松本未来 [11]
- 新人ナースの発情日記（2006年1月25日、カレス・コミュニケーションズ）監督:久保寺和人 - 主演 [12]
- 新人ナースの発情日記 2（2006年7月21日、カレス・コミュニケーションズ）監督:久保寺和人 - 主演 [13]
- ザ・痴漢ネット ベスト 2（2006年7月25日、GPミュージアム）監督:植田中 [14]
- 嬉し恥ずかし初体験EX おしえてあ・げ・る（2007年、カレス・コミュニケーションズ）監督:久保寺和人 神野太 - 主演 [15]

### テレビドラマ
- 特命係長 只野仁 第11話 出向命令（2003年9月19日、テレビ朝日・金曜ナイトドラマ）

### バラエティ
- 及川奈央のぶっかけ★イッたっしょ!？（2004年、CS日本）後期レギュラー出演 ※オブテインフューチャーよりDVD化されている
- やりにげコージー（2005年2月16日・3月9日、テレビ東京）ゲスト出演 [16]
- アドレな!ガレッジ（2005年4月15日、テレビ朝日）ゲスト出演 [16]
- くりぃむしちゅーのたりらリラ〜ン（2005年4月20日、日本テレビ）ゲスト出演 [16]
- くりぃむナントカ（2005年5月17日、テレビ朝日）ゲスト出演 [16]
- 夜美女（2005年、サンテレビ）「官能吐息」コーナー期間限定ゲスト出演
- 芸能界激震クイズ!!超無礼講!そこまで言っちゃっていいのかSP（2006年1月2日、関西テレビ）特番出演 [16]

### ラジオ
- 波田陽区の中までテキーラ!（2005年、TBSラジオ）

## 書籍

### 写真集
- ミリオンガールズ写真集 BEST FRIENDS 及川奈央 長谷川瞳 神谷沙織 早坂ひとみ 紋舞らん（2003年7月30日、メディアックス）撮影:菅野幸悦 ISBN 9784896136821 全5名
- S-triq PHOTO nude factory vol.1 蒼井そら 古都ひかる 紋舞らん 松島かえで 青木理央（2004年8月15日、ワニブックス）撮影:清水清太郎 ISBN 9784847028151 全5名
- ちんかめ 3 古都ひかる 相田すみれ 瀬戸早妃 紋舞らん ほか（2008年9月4日、宝島社 宝島SUGOI文庫）撮影:内藤啓介 ISBN 9784796665599

### 雑誌
- URECCO 2002年5月号、2003年12月号、2004年3月号、5月号（ミリオン出版）
- ホイップ 2002年9月号、10月号、2003年10月号、12月号、2004年2月号、4月号（コアマガジン）
- キラリ! vol.40 2002年12月号（マガジン・マガジン）
- Bejean 2003年1月号、5月号、2004年5月号（英知出版）
- DMM DVD 2003年2月号 創刊号、2008年7月号（ジーオーティー）- DVD付
- DXビデオ＆DVD 2003年5月号、2004年2月号（永田社）
- ベストビデオスーパードキュメント 2003年6月号（三和出版）
- ミリオンガールズ 及川奈央 長谷川瞳 神谷沙織 早坂ひとみ 紋舞らん（2003年8月10日、東京三世社）
- Cream 2003年9月号、2004年3月号、5月号（ワイレア出版）
- Dokiッ!ドキッ! 2003年11月号（竹書房）
- URECCO gal 2003年12月号（ミリオン出版）
- Breakgal!! 2004年3月号（雄出版）
- DOGRA ドグラ 2004年6月号（ワニマガジン社）
- new URECCO 2005年1月号、11月号、2006年1月号（ミリオン出版）
- 妹よ!（2005年8月10日、マイウェイ出版）- DVD付
- みこすり半劇場 巨乳ちゃん 2006年2月号（ぶんか社）
- まるごと紋舞らん（2006年11月5日、ばうすたーん）- DVD付
- もっとすごい出会いのH話 VOL.42 2007年5月号（バウハウス）- DVD付